# Grave (voz)
En el canto, se denomina grave a las frecuencias más bajas de la voz humana. Es muy raro encontrarlo.
En la terminología del canto lírico, la voz se divide en tres partes, el grave (octava grave), el medio (octava media) y el agudo (octava aguda). 
En voces formadas, la tesitura llega de la segunda mitad del grave hasta la primera mitad del agudo.

## Voces graves
También se denominan como graves las voces masculinas. 
Estas voces masculinas son: 
- Tenor
- Barítono
- Bajo

- Datos: Q5885030